# Loma Bonita, Valle de Bravo
Loma Bonita är en ort i Mexiko.   Den ligger i kommunen Valle de Bravo och delstaten Mexiko, i den södra delen av landet, 120 km väster om huvudstaden Mexico City. Loma Bonita ligger 1 660 meter över havet och antalet invånare är 2 244.
Terrängen runt Loma Bonita är huvudsakligen kuperad, men åt sydväst är den bergig. Runt Loma Bonita är det ganska tätbefolkat, med 116 invånare per kvadratkilometer. Närmaste större samhälle är Ixtapan del Oro, 9,9 km nordväst om Loma Bonita. I omgivningarna runt Loma Bonita växer huvudsakligen savannskog.